# أرماندو فرنانديز
أرماندو فرنانديز (بالفرنسية: Armando Fernández)‏ (و. 1932 – 2001 م) هو لاعب كرة قدم، من إسبانيا، ولد في أوفييدو، توفي عن عمر يناهز 69 عاماً.